# Арк (приток Изера)
Арк (фр. Arc) — река во Франции, протекает в департаменте Савойя. Левый приток Изера. Длина реки составляет 127,5, площадь водосборного бассейна — около 2000 км². На реке построено несколько гидротехнических сооружений.
Река берёт своё начало в Грейских Альпах к западу от вершины Ла-Леванна (3640 м), течёт по французскому департаменту Савойи, открытым к северу полукругом охватывает холмистую долину Морьен, проходит мимо главного её города Сен-Жан-де-Морьен и впадает в Изер у Шамуссэ. По верхней долине Арка значительная дорога ведет через Альпы; здесь же проведена и железная дорога от Шамбери через Мон-Сенис к Сузе и Турину.